# Basaltsteinbruch Glashütten
Basaltsteinbruch Glashütten este o arie protejată (arie specială de conservare — SAC, sit de importanță comunitară — SCI) din Germania întinsă pe o suprafață de 6,98 ha, integral pe uscat.

## Localizare
Centrul sitului Basaltsteinbruch Glashütten este situat la coordonatele 50°24′42″N 9°08′03″E / 50.4117°N 9.1342°E.

## Înființare
Situl Basaltsteinbruch Glashütten a fost declarat sit de importanță comunitară în iunie 2000 pentru a proteja 1 specie de animale. Situl a fost protejat și ca arie specială de conservare în martie 2008.

## Biodiversitate
Situată în ecoregiunea continentală, aria protejată conține 2 habitate naturale: Ape stătătoare oligotrofe până la mezotrofe, cu vegetație de Littorelletea uniflorae și/sau de Isoëto-Nanojuncetea, Roci stâncoase cu vegetație pionieră de Sedo-Scleranthion sau Sedo albi-Veronicion dillenii.
La baza desemnării sitului se află o specie protejată de  păsări: gaia roșie (Milvus milvus).
Pe lângă speciile protejate, pe teritoriul sitului au mai fost identificate 20 de specii de plante, 1 specie de amfibieni, 2 specii de reptile.